# 中日围棋对抗赛
中日围棋对抗赛，是中国和日本之间的一项围棋比赛。

## 历史
1959年，日本自民党顾问松村谦三先生访问中国与中国外交部长陈毅敲定中日围棋友谊赛。从1960年开始每年举办一次。
1960年6月，首届日本围棋代表团访华。团长濑越宪作名誉九段，团员有桥本宇太郎九段和坂田荣男九段，濑川良雄七段和铃木五良六段。首次中日围棋友谊赛在北京、上海、杭州三地举行，中国主力棋手为南刘（刘棣怀）北过（过惕生）、黄永吉、顾水如为首的老一辈以及陈祖德和吴淞笙。所有比赛以中国棋手受先进行。比赛共进行了五轮三十局，中方2胜1和26负1未终局。 
1961年第二届来华访问的日本围棋代表团包括了曲励起八段，小山靖男七段和55岁的女性棋手伊藤友惠五段，以及业余棋手菊池康郎和安藤英雄。伊藤友惠五段横扫中国当时顶尖棋手，八轮全胜。中国队总成绩5胜1和34负，有4盘赢的是业余棋手。
1962年，第三届中日围棋友谊赛在日本举行。中国派出棋手为黄永吉、陈祖德、过惕生、张福田、陈锡明，取得了12胜23负的成绩。
1963年日本围棋代表团访华，陈祖德受先战胜杉内雅男九段。
1964年第四届起，改称中日围棋对抗赛，一直举办到1991年。
1965年，陈祖德分先击败岩田达明九段。
1966年日本围棋代表团访华之后，中日围棋交流赛一度中断。
1973年，中日围棋交流恢复，日本围棋代表团访华，中国的沈果孙战胜了坂田荣男九段，黄德勋战胜了本田邦久九段，中国队总成绩14胜2和40负，
1974年，吴淞笙在访日比赛中击败了桥本昌二十段，个人总成绩六胜一负。同年日本围棋代表团回访，聂卫平战胜了宫本直毅九段，中国以30胜2和24负的总成绩，首次在中日围棋对抗赛中战胜了日本队。
1975年，聂卫平战胜高川秀格九段。 
1976年，聂卫平在访日比赛中战胜藤泽秀行、石田芳夫等人，取得六胜一负。女棋手孔祥明对阵日本女棋手七战全胜。中国队27胜5和24负。
1978年，中国围棋代表团访日，吴淞笙在番棋对抗中2比1战胜牛之浜撮雄九段。
1980年，中国围棋代表团访日，孔祥明战胜南善已九段，成为第一位战胜日本九段的中国女棋手，中国队总成绩32比24。
1982年，中国代表团访日，取得43胜13负。聂卫平六胜一负。江铸久和芮迺伟七连胜。
1983年日本派出了石田芳夫、小林光一、石井邦生、苑田勇一等四名职业九段、四名职业八段组成的代表团访华，日方取得31比25成绩，小林光一取得七战全胜。
1984年中国代表团访日时，赵治勋、武宫正树、加藤正夫等超一流九段出战。日本队以33胜1和22负取胜。
此后开始举办中日围棋擂台赛。中日围棋对抗赛受关注程度逐渐削弱，沦为二级赛事。1990年职业围棋世界大赛推出后，中日围棋对抗赛成为青年棋手的舞台。至1991年举办后停办。
1997年重新开办，2001年停办。比赛分为三部分：其一为两国本年度NEC杯冠军获得者对抗，其二为两国本年度新秀杯冠军获得者对抗，其三为女子对抗，参加者为本年度中国全国围棋个人赛女子冠军和日本女流本因坊获得者。

## 历届比赛
- NEC杯冠军对抗

| 届     | 日期   | 获胜     | 比分 | 失利     |
| ------ | ------ | -------- | ---- | -------- |
| 第一届 | 1997年 | 加藤正夫 | 2:1  | 邵炜刚   |
| 第二届 | 1998年 | 依田纪基 | 2:0  | 常昊     |
| 第三届 | 1999年 | 周鹤洋   | 2:0  | 小林光一 |
| 第四届 | 2000年 | 赵治勋   | 2:0  | 邵炜刚   |
| 第五届 | 2001年 | 赵治勋   | 2:0  | 罗洗河   |

- 新秀对抗

| 届     | 日期   | 获胜     | 比分 | 失利     |
| ------ | ------ | -------- | ---- | -------- |
| 第一届 | 1997年 | 周鹤洋   | 2:1  | 杨嘉源   |
| 第二届 | 1998年 | 叶桂     | 2:0  | 仲邑信也 |
| 第三届 | 1999年 | 山下敬吾 | 2:0  | 董彦     |
| 第四届 | 2000年 | 许书祥   | 2:1  | 高尾绅路 |
| 第五届 | 2001年 | 董彦     | 2:1  | 沟上知亲 |

- 女子对抗

| 届     | 日期   | 获胜   | 比分 | 失利     |
| ------ | ------ | ------ | ---- | -------- |
| 第一届 | 1997年 | 黎春华 | 2:0  | 中泽彩子 |
| 第二届 | 1998年 | 知念薰 | 2:0  | 徐莹     |
| 第三届 | 1999年 | 知念薰 | 2:0  | 梁雅娣   |
| 第四届 | 2000年 | 黎春华 | 2:1  | 知念薰   |
| 第五届 | 2001年 | 徐莹   | 2:1  | 祷阳子   |